# NGC 3343
NGC 3343 је елиптична галаксија у сазвежђу Змај која се налази на NGC листи објеката дубоког неба.
Деклинација објекта је + 73° 21' 12" а ректасцензија 10h 46m 10,3s. Привидна величина (магнитуда) објекта NGC 3343 износи 13,4 а фотографска магнитуда 14,4. NGC 3343 је још познат и под ознакама UGC 5863, MCG 12-10-73, CGCG 333-51, PGC 32143.